# Glenwood (Illinois)
Glenwood – wieś w Stanach Zjednoczonych, w stanie Illinois, w hrabstwie Cook.